# Heinz Jakobi
Heinz Jakobi (* 3. September 1922 in Nürnberg; † 17. November 2014) war ein deutscher Radrennfahrer und nationaler Meister im Radsport.
Vor dem Zweiten Weltkrieg fuhr Heinz Jakobi, dessen Vater Josef auch Radrennfahrer gewesen war, schon Rennen. Mit 16 Jahren wurde er fränkischer Jugendmeister im Straßenrennen. Ab 1947 fuhr er Rennen als Amateur und startete für den Nürnberger Verein RC Herpersdorf.  Sein Premierenjahr bei den Amateuren verlief erfolgreich, er gewann u. a. Rund um Frankfurt und das Schwalbe-Jubiläumsrennen in Nürnberg. Er wurde Bayerischer und Süddeutscher Meister und 1948 mit der Mannschaft des RC Herpersdorf Deutscher Straßenmeister über 100 Kilometer.
Von 1952 bis 1960 war Jakobi Profi-Radrennfahrer. 1954 wurde er Dritter der Berliner Etappenfahrt. Von 1956 bis 1959 wurde er viermal in Folge deutscher Meister im Steherrennen, 1958 und 1959 hinter dem Schrittmacher Kurt Schindler. 1960 sollte Jakobi bei den Bahn-Weltmeisterschaften in Karl-Marx-Stadt starten, stürzte jedoch zuvor bei einem Rennen auf der heimischen Radrennbahn Reichelsdorfer Keller und verletzte sich schwer an der Wirbelsäule. Gegen den Rat der Ärzte versuchte er 1961 ein Comeback, musste aber wegen starker Schmerzen seine Laufbahn endgültig beenden.
Anschließend arbeitete Heinz Jakobi in der Mineralöl-Branche, wobei er die Planung, den Bau und die Einrichtung vieler bayerischer Tankstellen leitete. Im Alter von 92 Jahren starb er an den Folgen eines Fahrradunfalls.